# カタールグランプリ
カタールグランプリ（Qatar motorcycle Grand Prix）は、FIMロードレース世界選手権の一戦としてカタールで開催されるオートバイレースである。2021年からカタール国内で開催されているフォーミュラ1（F1）世界選手権に関する内容はカタールグランプリ (4輪)を参照。

## 概要
2004年から毎年ドーハの北アッ＝ザアーインの、ルサイル・インターナショナル・サーキットで開催されており、近年ではシーズンの開幕戦となっているが、2023年は必要不可欠な工事が行われていたため遅れて開催された。
開催当初から2007年までは、10月上旬にデイレースで行われていたが暑さが問題となった。加えて欧州でのレース番組放送時間も考慮し2008年からは、グランプリ史上初のナイトレースとして開催され、コースサイドには1200本、合計550万ワットの照明灯が設置された。また、2009年は悪天候のためにMotoGPクラスの決勝が月曜日に順延されたが、月曜日に決勝レースが開催されたのもグランプリ史上初である。2020年はカタール国立銀行がメインスポンサーについて開催したが、新型コロナウイルスの世界流行によりMotoGPクラスのみ中止となった。

## 歴代優勝者

### カタールGP
| 年     | サーキット | 125cc                                   | 250cc                              | MotoGP                             | 結果 |
| ------ | ---------- | --------------------------------------- | ---------------------------------- | ---------------------------------- | ---- |
| 2004年 | ロサイル   | ホルヘ・ロレンソ（デルビ）              | セバスチャン・ポルト（アプリリア） | セテ・ジベルナウ（ホンダ）         | 詳細 |
| 2005年 | ロサイル   | ガボール・タルマクシ（KTM）             | ケーシー・ストーナー（アプリリア） | バレンティーノ・ロッシ（ヤマハ）   | 詳細 |
| 2006年 | ロサイル   | アルバロ・バウティスタ（アプリリア）    | ホルヘ・ロレンソ（アプリリア）     | バレンティーノ・ロッシ（ヤマハ）   | 詳細 |
| 2007年 | ロサイル   | エクトル・ファウベル（アプリリア）      | ホルヘ・ロレンソ（アプリリア）     | ケーシー・ストーナー（ドゥカティ） | 詳細 |
| 2008年 | ロサイル   | セルヒオ・ガデア（アプリリア）          | マティア・パシーニ（アプリリア）   | ケーシー・ストーナー（ドゥカティ） | 詳細 |
| 2009年 | ロサイル   | アンドレア・イアンノーネ（アプリリア）  | エクトル・バルベラ（アプリリア）   | ケーシー・ストーナー（ドゥカティ） | 詳細 |
| 年     | サーキット | 125cc                                   | Moto2                              | MotoGP                             | 結果 |
| 2010年 | ロサイル   | ニコラス・テロル（アプリリア）          | 富沢祥也（スッター）               | バレンティーノ・ロッシ（ヤマハ）   | 詳細 |
| 2011年 | ロサイル   | ニコラス・テロル（アプリリア）          | ステファン・ブラドル（カレックス） | ケーシー・ストーナー（ホンダ）     | 詳細 |
| 年     | サーキット | Moto3                                   | Moto2                              | MotoGP                             | 結果 |
| 2012年 | ロサイル   | マーベリック・ビニャーレス（FTRホンダ） | マルク・マルケス（スッター）       | ホルヘ・ロレンソ（ヤマハ）         | 詳細 |
| 2013年 | ロサイル   | ルイス・サロム（KTM）                   | ポル・エスパルガロ（ポンス）       | ホルヘ・ロレンソ（ヤマハ）         | 詳細 |
| 2014年 | ロサイル   | ジャック・ミラー                        | エステベ・ラバト                   | マルク・マルケス                   | 詳細 |
| 2015年 | ロサイル   | アレクシ・マスブー                      | ヨナス・フォルガー                 | バレンティーノ・ロッシ             | 詳細 |
| 2016年 | ロサイル   | ニッコロ・アントネッリ                  | トーマス・ルティ                   | バレンティーノ・ロッシ             | 詳細 |
| 2017年 | ロサイル   | ホアン・ミル                            | フランコ・モルビデリ               | マーベリック・ビニャーレス         | 詳細 |
| 2018年 | ロサイル   | ホルヘ・マルティン                      | フランチェスコ・バニャイア         | アンドレア・ドヴィツィオーゾ       | 詳細 |
| 2019年 | ロサイル   | 鳥羽海渡                                | ロレンツォ・バルダッサーリ         | アンドレア・ドヴィツィオーゾ       | 詳細 |
| 2020年 | ロサイル   | アルベルト・アレナス                    | 長島哲太                           | 中止                               | 詳細 |
| 2021年 | ロサイル   | ジャウマ・マシア                        | サム・ロウズ                       | マーベリック・ビニャーレス         | 詳細 |
| 2022年 | ロサイル   | アンドレア・ミーニョ                    | チェレスティーノ・ヴィエッティ     | エネア・バスティアニーニ           | 詳細 |
| 2023年 | ロサイル   | ジャウマ・マシア                        | フェルミン・アルデゲル             | ファビオ・ディ・ジャンナントニオ   | 詳細 |
| 2024年 | ロサイル   | ダビド・アロンソ                        | アロンソ・ロペス                   | フランチェスコ・バニャイア         | 詳細 |
| 2025年 | ロサイル   | アンヘル・ピケラス                      | アロン・カネト                     | マルク・マルケス                   | 詳細 |

### ドーハGP
| 年     | サーキット | Moto3            | Moto2        | MotoGP                 | 結果 |
| ------ | ---------- | ---------------- | ------------ | ---------------------- | ---- |
| 2021年 | ロサイル   | ペドロ・アコスタ | サム・ロウズ | ファビオ・クアルタラロ | 詳細 |